# 列支敦斯登憲法
列支敦士登公國憲法（德語：Verfassung des Fürstentums Liechtenstein）於1921年10月5 日頒布，取代了1862年的憲法。它由列支敦士登親王約翰二世授予，建立了部分議會民主與君主立憲制混合的統治，並規定對議會的決定進行全民公決。它還廢除了親王任命的議會中的三個席位，並將投票年齡從 24 歲降低到 21 歲。
在1984年的公民投票後，該國以普選取代了男性普選。

## 外部連結
- Full text of the constitution （页面存档备份，存于）